# 厦门市国家安全局
厦门市国家安全局是主管厦门市国家安全工作的部门，隶属福建省国家安全厅。由於国家安全工作的特殊性，不主动公开信息。

## 主要行政执法事项

### 行政许可事项
- 涉及国家安全事项的建设项目审批

## 下设机构
- 厦门市国家安全教育馆[1]

## 相關案件
- 蔡金樹事件[2]